# Объединённое королевство Нидерландов

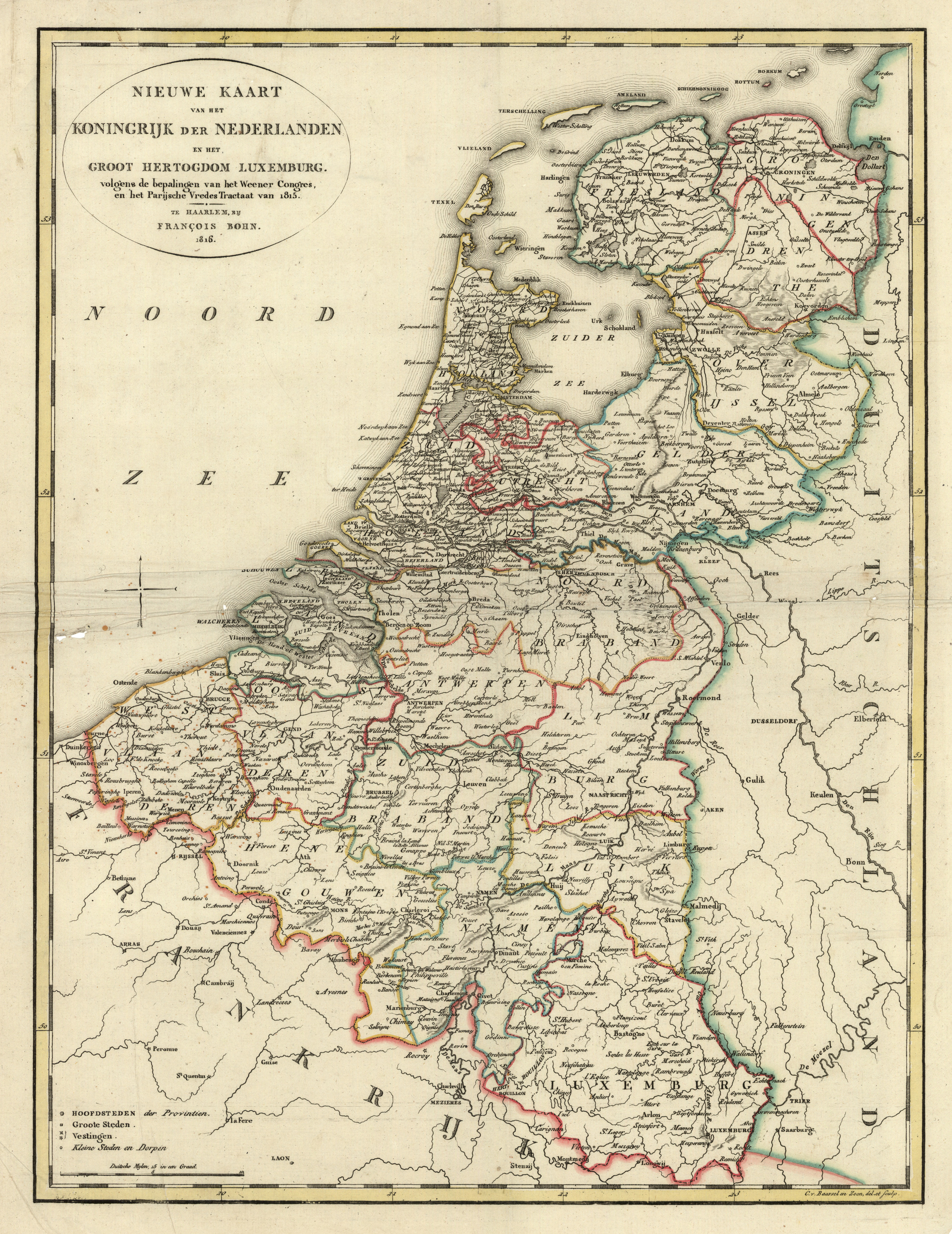
Новая карта Королевства Нидерландов и Великого Герцогства Люксембург, 1815 г.

Объединённое королевство Нидерландов (1815—1830) (1839) (нидерл. Verenigd Koninkrijk der Nederlanden, фр. Royaume-Uni des Pays-Bas) — неофициальное название, используемое для обозначения нового европейского государства, возникшего после краха империи Наполеона по решению Венского конгресса 1815 года. Новое государство, официально называемое «королевство Нидерландов» (нидерл. Koninkrijk der Nederlanden, фр. Royaume des Pays-Bas), объединило бывшие территории Соединённых провинций на севере, Австрийских Нидерландов на юге, а также Льежское епископство. Династия Оранских-Нассау стала монархами нового королевства, причём в личной унии с ним было и созданное на том же Венском конгрессе Великое герцогство Люксембург.
Сам термин «Нидерланды» изначально относился к Бельгии, Голландии и Люксембургу, но после возникновения в северной части Нидерландов Республики Семи Соединённых Провинций его применяли преимущественно к Бельгии, которую официально называли Испанскими, затем Австрийскими Нидерландами. Как официальное название именно и узко Голландии, он установился только после распада Объединённого королевства, который произошёл в 1830 году в ходе Бельгийской революции. Виллем I отказался признать независимость Бельгии, пока в 1839 году не был к этому принуждён Лондонским договором. В 1890 году в связи с проблемами наследственного права (в Люксембурге действовал салический закон, не позволявший наследовать герцогскую власть женщине, тогда как в Голландии корона перешла к королеве Вильгельмине) — была ликвидирована и личная уния с Люксембургом, и Люксембург также обрёл независимость.